# ザイッター (小惑星)
ザイッター (4893 Seitter) は小惑星帯の小惑星である。ベルギーの天文学者エリック・エルストとブルガリアの天文学者ヴィオレッタ・イヴァノバが、ブルガリアのロジェン天文台で発見した。
ドイツのヴェストファーレン・ヴィルヘルム大学の天文学部の部長で、新星の分光学的研究で知られるヴァルトラウト・ザイッター（Waltraud C. Seitter, 1930年 - ）から命名された。